# یاروسلاو اسکوبلا
یاروسلاو اسکوبلا (انگلیسی: Jaroslav Skobla؛ ۱۶ آوریل ۱۸۹۹ – ۲۲ نوامبر ۱۹۵۹) وزنه‌بردار اهل چکسلواکی بود.
وی در مسابقات کشوری و بین‌المللی در مجموع برندهٔ ۲ مدال طلا، ۱ مدال برنز شده‌است.